# Frans Joseph Goof
Frans Joseph Goof (Waasmunster, 7 juni 1969) is een Vlaams songwriter, performer, scenarist en tekenaar. Zijn muziekstijl is zowel als rock als chanson te beschouwen.

## Biografie
Hij debuteerde in 1998 met de release van de mini-cd Kom trug bij Boom! Records. Nummers als 'Waf' en 'Charley Chase' werden opgepikt door de radio. Ondertussen toerde Goof door de Culturele Centra met de begeleidingsgroep Het Bijval Ensemble. Een jaar later viel hij in de prijzen in het Oost-Vlaams Rock Concours en Dichterbij Rock.
Na een solotournee dAg & nacht in brOOdwEE doorheen de Culturele Centra, gaat Goof in 2000 als zanger/muzikant/performer aan de slag in de theaterproductie As long as the world needs a warrior's soul van Jan Fabre.
In 2001 schrijft en voert hij Jazzno Trauma, een 'opéra sans clou', exclusief voor de tentoonstelling Rockin'Art, een tentoonstelling met grafisch werk van Don van Vliet aka Captain Beefheart uit. De voorstelling reist met de tentoonstelling mee naar Nederland. Daar speelt Goof een concert met Krang.
In 2002 verschijnt URST, zijn eerste volledige cd bij Parsifal Records, het label dat in de jaren zeventig artiesten als Urbanus, Big Bill, Bert De Coninck en De Nieuwe Snaar ontdekte en uitbracht. Op URST speelt Goof in het gezelschap van Dag Taeldeman (A Brand), Bart Maris (Jaune Toujours) en Philippe de Chaffoy (Roland). Het is een plaat die qua stijl moeilijk te catalogiseren is. Een mengsel van poëzie, blues, folk en rock. URST wordt goed onthaald bij de critici, maar haalt door het ontbreken van een echt radiolied niet de radio.
In 2004 verschijnt de cd Alles komt goed!, in een productie van Serge Feys (Arno). Deze plaat is veel radiogevoeliger dan zijn voorganger waardoor Vannacht wil ik de zee zien opgepikt wordt door de radio. In de zomer trekt Goof met band naar diverse podia waaronder "Boterhammen in het Park".
In 2006 start Goof een nieuwe solotournee Testosteron Chill Out Blues. Het is de bedoeling dat voorjaar 2007 een gelijknamige cd verschijnt. Tot tweemaal toe wordt een poging ondernomen om de plaat in te blikken, maar de studio-opnames moeten onderdoen voor de originele demo's van de plaat en het project wordt op de lange baan geschoven. Uiteindelijk verschijnt een single Tussen haven en storm, met B-kant Camelia.
Naar aanleiding van de dood van Jean-Marie Henri Berckmans begin september 2008, verschijnt een hommagelied aan de schrijver op Youtube en hij richt een eigen label ("Plastic Plancton") op.
Voorjaar 2009 verschijnt uiteindelijk het album Testosteron Chill Out Blues. Het zijn de demo's die de uiteindelijke plaat halen. De cd wordt door de critici goed onthaald en krijgt airplay op cultuurzender Klara. In december van hetzelfde jaar is FJG een van de artiesten die tijdens een korte tournee eer betonen aan de Britse zanger Kevin Coyne. Naast Goof staan o.a. Wreckless Eric, Amy Rigby, Jon Langford, Brendan Crocker en zoon Robert Coyne op het podium. De tournee beleeft zijn finale in de Stadschouwburg van Brugge. Goof brengt er de vertaling van drie Coyne-nummers, namelijk Zonderling (Lunatic), Prachtig Park (Pretty Park) en Terpentijn (Turpentine). Daarna blijft het weer lange tijd stil. FJG treedt nadien slechts één keer op: eind 2011 in de concertreeks Broodje Club van de AB.
In november 2012 verschijnt het dubbele live-album Niet eindeloos genoeg, met een verloren gewaande opname van een concert met "Het bijval ensemble" uit oktober 1998.
Voorjaar 2016 loopt in CC De Grote Post in Oostende drie avonden op rij een voorstelling 'Tussen haven en storm', genoemd naar het gelijknamige nummer van Goof. Het is een muzikale avond met onder andere Patrick Riguelle, Johan Verminnen, Martin Heylen, Maaike Cafmeyer en Ronny Verbiest. Ook Frans Joseph Goof treedt aan en zingt drie van zijn songs.
Januari 2021 verschijnt Laatbloeiers & Underdogs, een verzamelalbum met verschillende nooit uitgebrachte opnames en songs. De eerste single is Word Wakker Weke Wereld.

## Discografie
- 1998: Kom trug (boom records)
- 2002: Urst (Parsifal)
- 2004: Alles komt goed! (Parsifal)
- 2009: Testosteron chill out blues (Parsifal/plastic plancton)
- 2012: Niet eindeloos genoeg (plastic plancton)